# 바버라 콤스톡
바버라 진 번스 콤스톡(영어: Barbara Jean Burns Comstock, 1959년 6월 30일 ~ )은 미국 공화당 소속의 정치인이다. 현 버지니아주 하원의원으로, 프랭크 울프 의원의 뒤를 이어 선출되었다. 콤스톡 의원은 지역사회에서 잘 알려진 지한파 정치인으로 오랫동안 버지니아 한인들의 목소리를 연방에 전달하는 일을 해왔다. 2016년에는 백악관에 '연방정부가 동해병기와 독도의 한국영토를 공식적으로 인정하라'는 내용의 서한을 발송했다.

## 역대 선거 결과
| 선거명      | 직책명                         | 대수  | 정당   | 득표율 | 득표수    | 결과 | 당락                     |
| ----------- | ------------------------------ | ----- | ------ | ------ | --------- | ---- | ------------------------ |
| 2009년 선거 | 하원의원 (버지니아 제34선거구) | 156대 | 공화당 | 50.80% | 12,636표  | 1위  | 버지니아 주의원 당선     |
| 2011년 선거 | 하원의원 (버지니아 제34선거구) | 157대 | 공화당 | 54.82% | 11,625표  | 1위  | 버지니아 주의원 당선     |
| 2013년 선거 | 하원의원 (버지니아 제34선거구) | 158대 | 공화당 | 50.64% | 14,962표  | 1위  | 버지니아 주의원 당선     |
| 2014년 선거 | 하원의원 (버지니아 제10선거구) | 114대 | 공화당 | 56.49% | 125,914표 | 1위  | 버지니아주 하원의원 당선 |
| 2016년 선거 | 하원의원 (버지니아 제10선거구) | 115대 | 공화당 | 52.69% | 210,791표 | 1위  | 버지니아주 하원의원 당선 |
| 2018년 선거 | 하원의원 (버지니아 제10선거구) | 116대 | 공화당 | 43.73% | 160,841표 | 2위  | 낙선                     |